# Euphydryas
Euphydryas es un género de lepidópteros de la subfamilia  Nymphalinae en la familia Nymphalidae que se encuentra en el Paleártico y Neártico.

## Especies
Hay las siguientes especies:
Euphydryas grupo de especies:
- Euphydryas phaeton (Drury, 1773)

Hypodryas grupo de especies:
- Euphydrini maturna (Linnaeus, 1758)
- Euphydryas ichnea (Boisduval, 1833)
- Euphydryas cynthia (Schiffermüller, 1775)
- Euphydryas iduna (Dalman, 1816)
- Euphydryas gillettii (Barnes, 1897)

Occidryas grupo de especies:
- Euphydryas anicia (Doubleday, 1847)
- Euphydryas chalcedona (Doubleday, 1847)
- Euphydryas editha (Boisduval, 1852) 
  - Euphydryas editha bayensis
  - Euphydryas editha quino

Eurodryas grupo de especies:
- Euphydryas aurinia (Rottemburg, 1775)
- Euphydryas glaciegenita (Verity, 1928)
- Euphydryas provincialis (Boisduval, 1828)
- Euphydryas merope (Prunner, 1798)
- Euphydryas orientalis (Herrich-Schäffer, 1851)
- Euphydryas asiatica (Staudinger, 1881)
- Euphydryas sibirica (Staudinger, 1871)
- Euphydryas desfontainii (Godart, 1819)